# Trencador

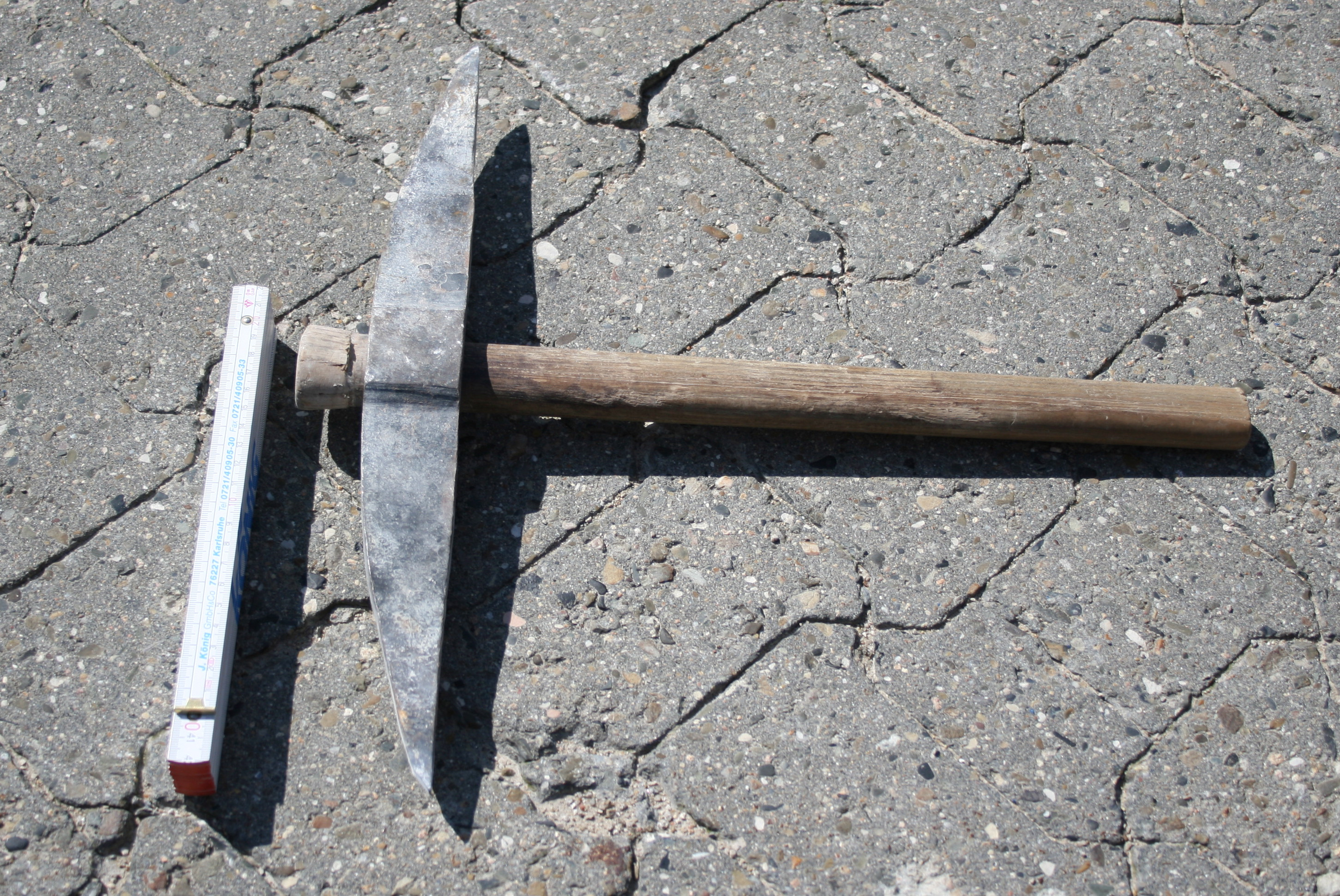
Escoda petita

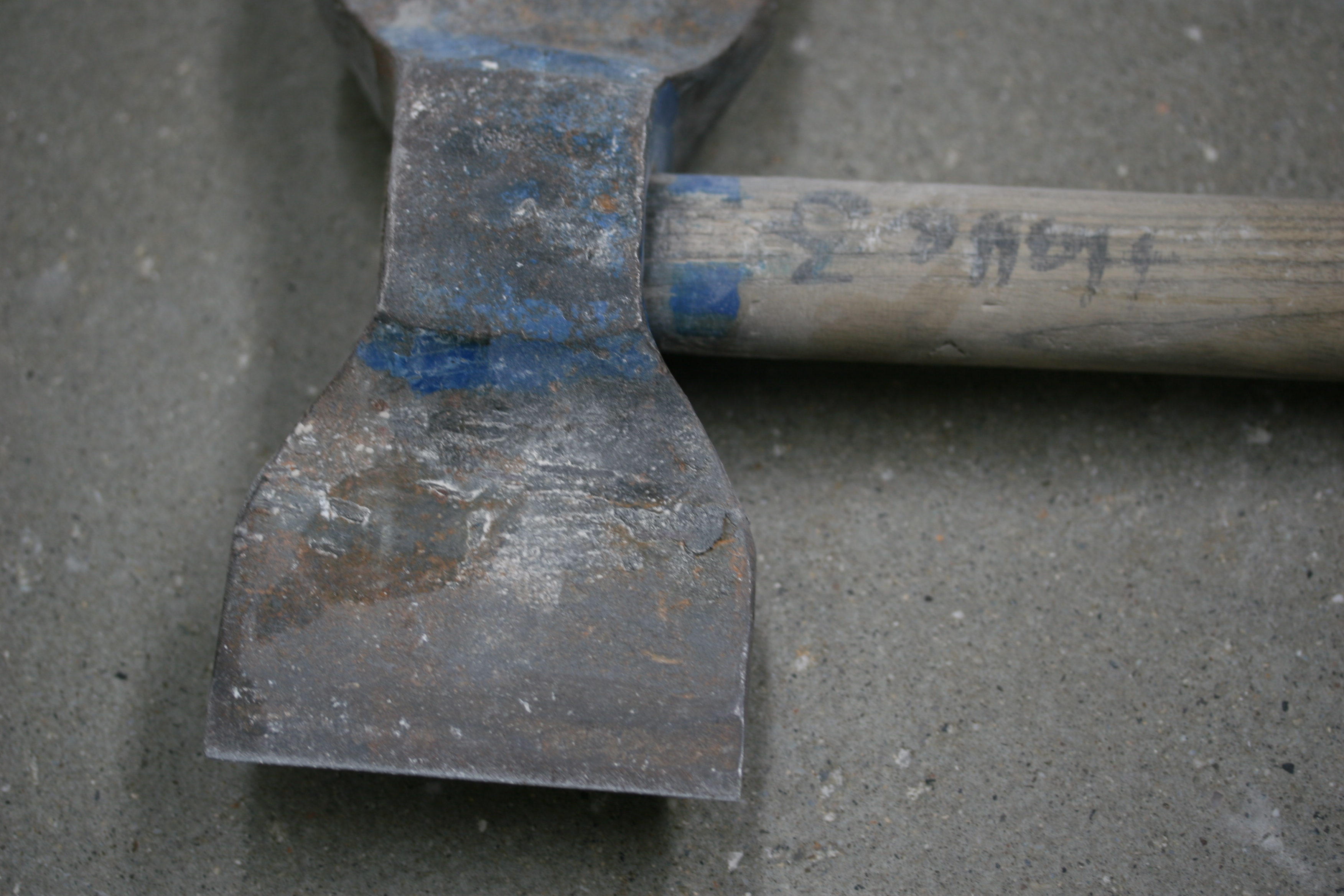
Tallant

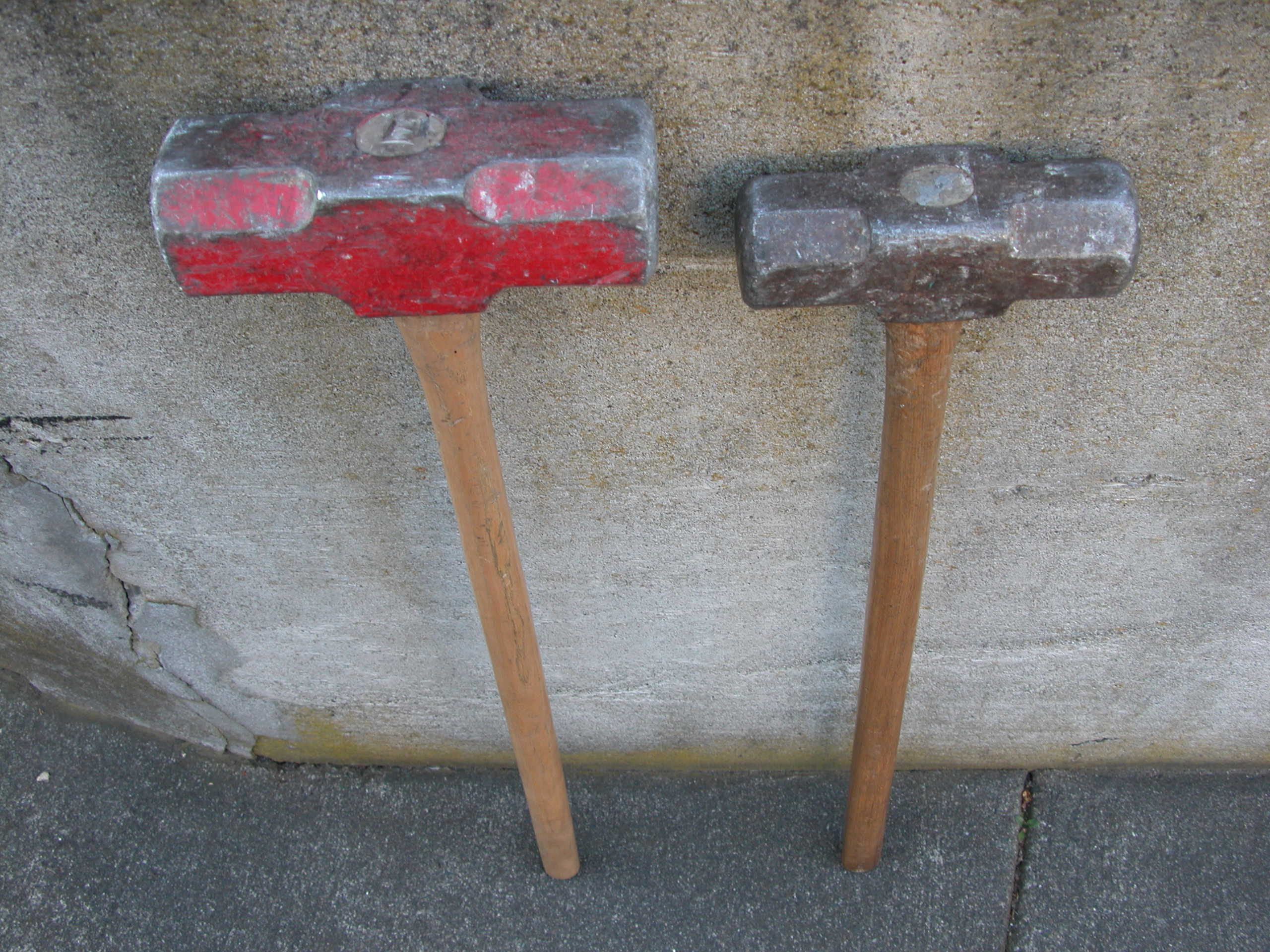
Dues picasses de diferent pes

Un trencador és una persona qui talla i treu les pedres de la pedrera.

## Eines
Les eines bàsiques que empraven els trencadors eren l'escoda, el tallant, el picot de regatar, la picassa de diferents mides, el perpal, el càvec, l'escaire, les regles i les galgues o la règia, el xerrac, el punxó de ferro per marcar, i els tascons i les llaunes.
L'escoda és un pic de dues puntes aplanades i tallants. Era l'eina bàsica del trencador, utilitzada per obrir solcs, desferrar cantons,... Quant a la resta de les eines, el tallant és un tipus de destral a dos tallants que serveix per allisar i igualar els cantons o blocs. El picot i la picassa són una espècie de maça emprats per picar, colpejar, introduir els tascons i les llaunes a les clivelles, o obrir la bancada. El perpal és una barra de ferro que serveix per desenganxar els cantons. El càvec s'utilitza, d'entre altres feines, per recollir material petit. Les galgues o la règia són un llistó de fusta graduat en vuit, deu o quinze pams. Els tascons consisteixen en una falca de fusta.